# Горовиц, Норман
Норман Горовиц (англ. Norman Harold Horowitz; 19 марта 1915, Питтсбург, Пенсильвания, США — 1 июня 2005, Пасадина, Калифорния, США) — американский генетик.

## Биография
Родился Норман Горовиц 19 марта 1915 года в Питтсбурге. В 1931 году в возрасте всего лишь 16 лет поступил в Питтсбургский университет, который окончил в 1936 году. Одного диплома ему показалось мало, тогда он в том же 1936 году переехал в Пасадину и поступил в Калифорнийский технологический институт, который окончил в 1939 году. Администрация оставила дипломированного специалиста у себя — с 1940 по 1942 год работал в качестве научного сотрудника в Калифорнийском технологическом институте, с 1942 по 1946 год работал в Станфордском университете. В 1946 году вновь вернулся в Калифорнийский технологический институт и проработал вплоть до 1977 года, при этом в 1953 году он был избран профессором. С 1977 по 1980 год — председатель отделения биологии Калтеха.
Скончался Норман Горовиц 1 июня 2005 года в Пасадине, штат Калифорния.

## Научные работы
Основные научные работы посвящены биохимической генетике.
- Занимался вопросами космической биологии, разрабатывал проблему существования жизни на других планетах.

## Членство в обществах
- Член Американской академии наук и искусств
- Член Национальной академии наук США (1969)[2]